# Trachyandra
Trachyandra är ett släkte av grästrädsväxter. Trachyandra ingår i familjen grästrädsväxter.

## Bildgalleri

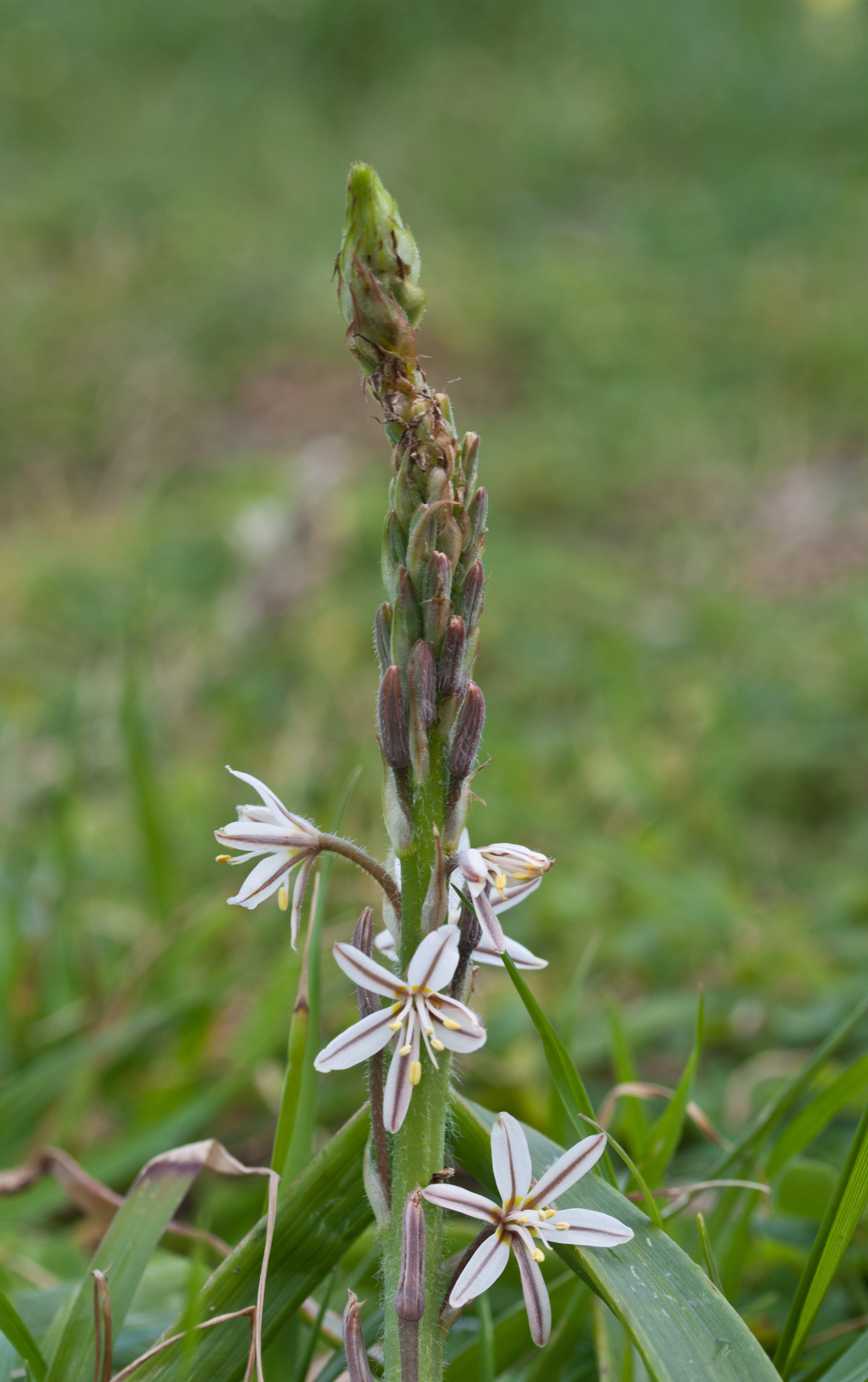
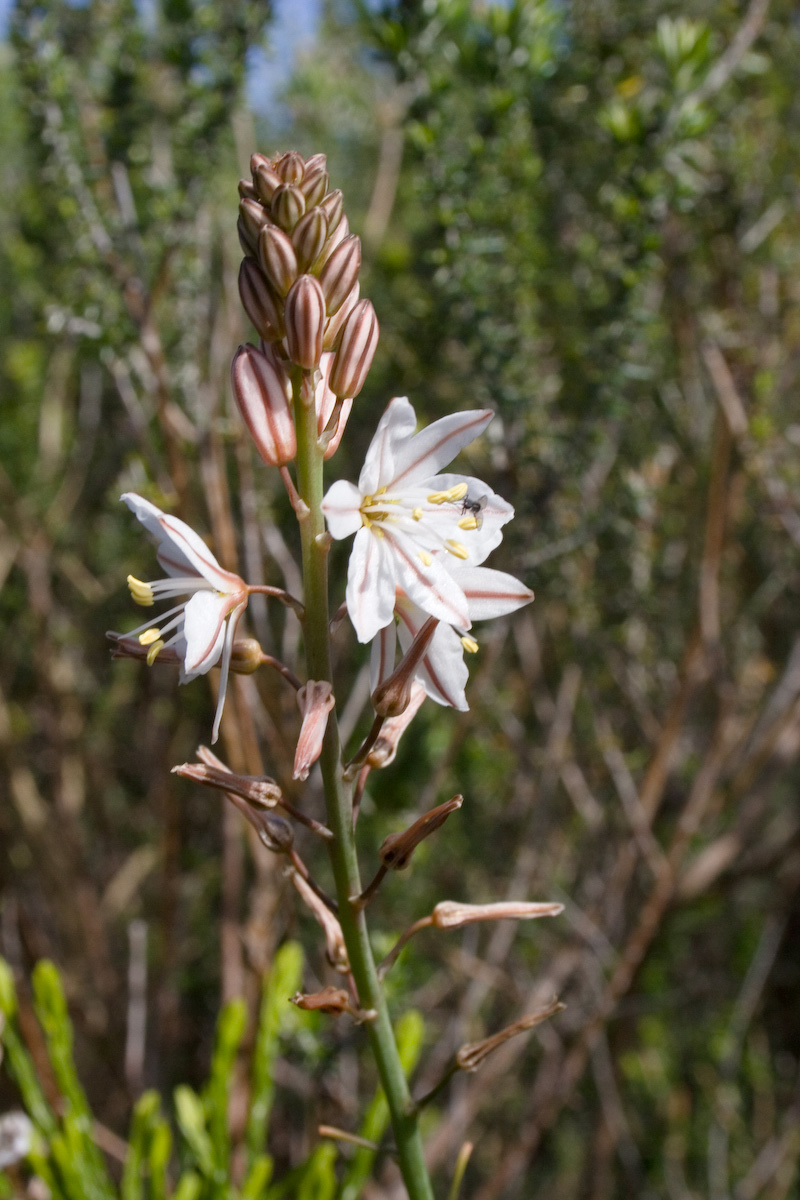
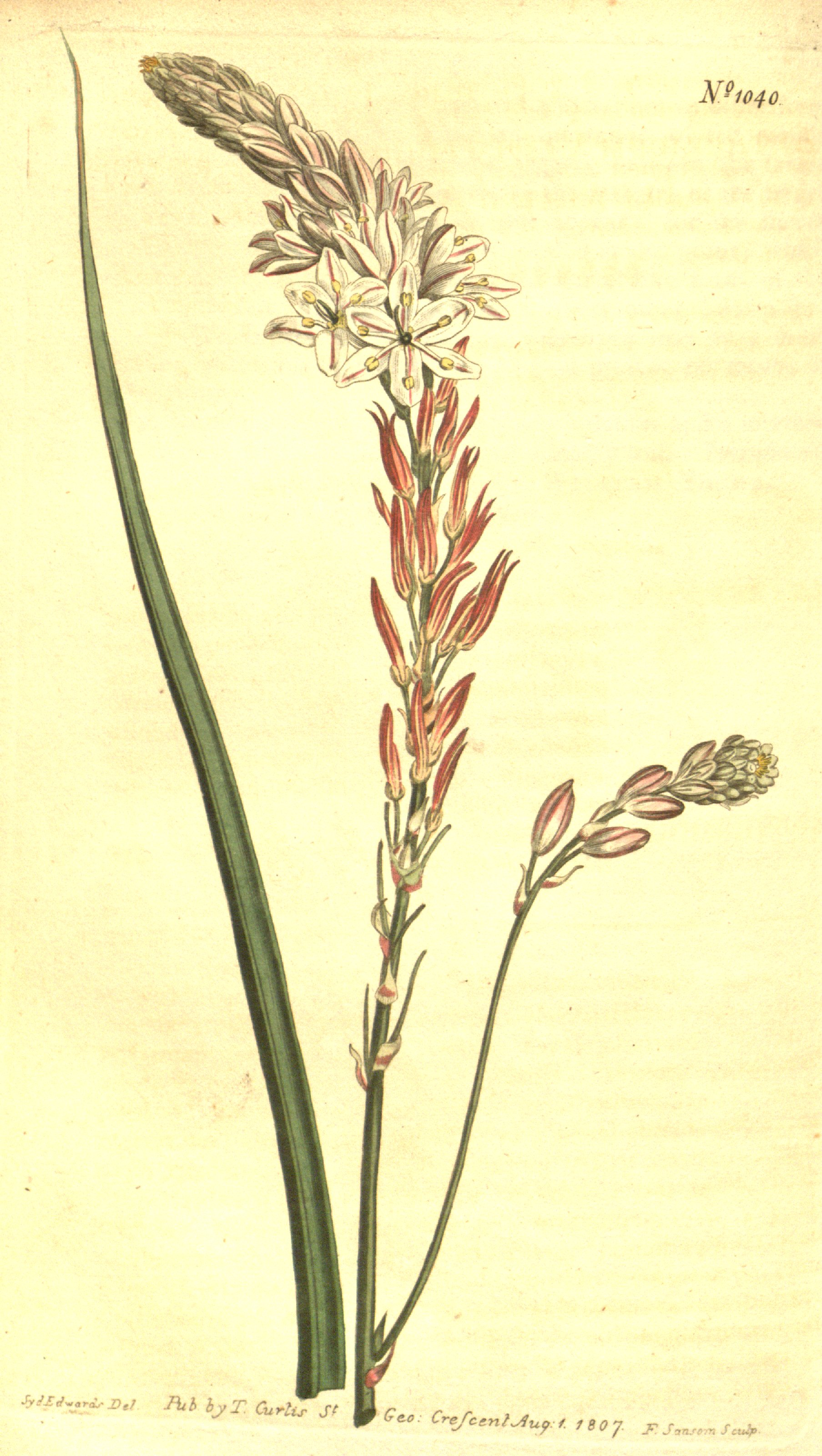
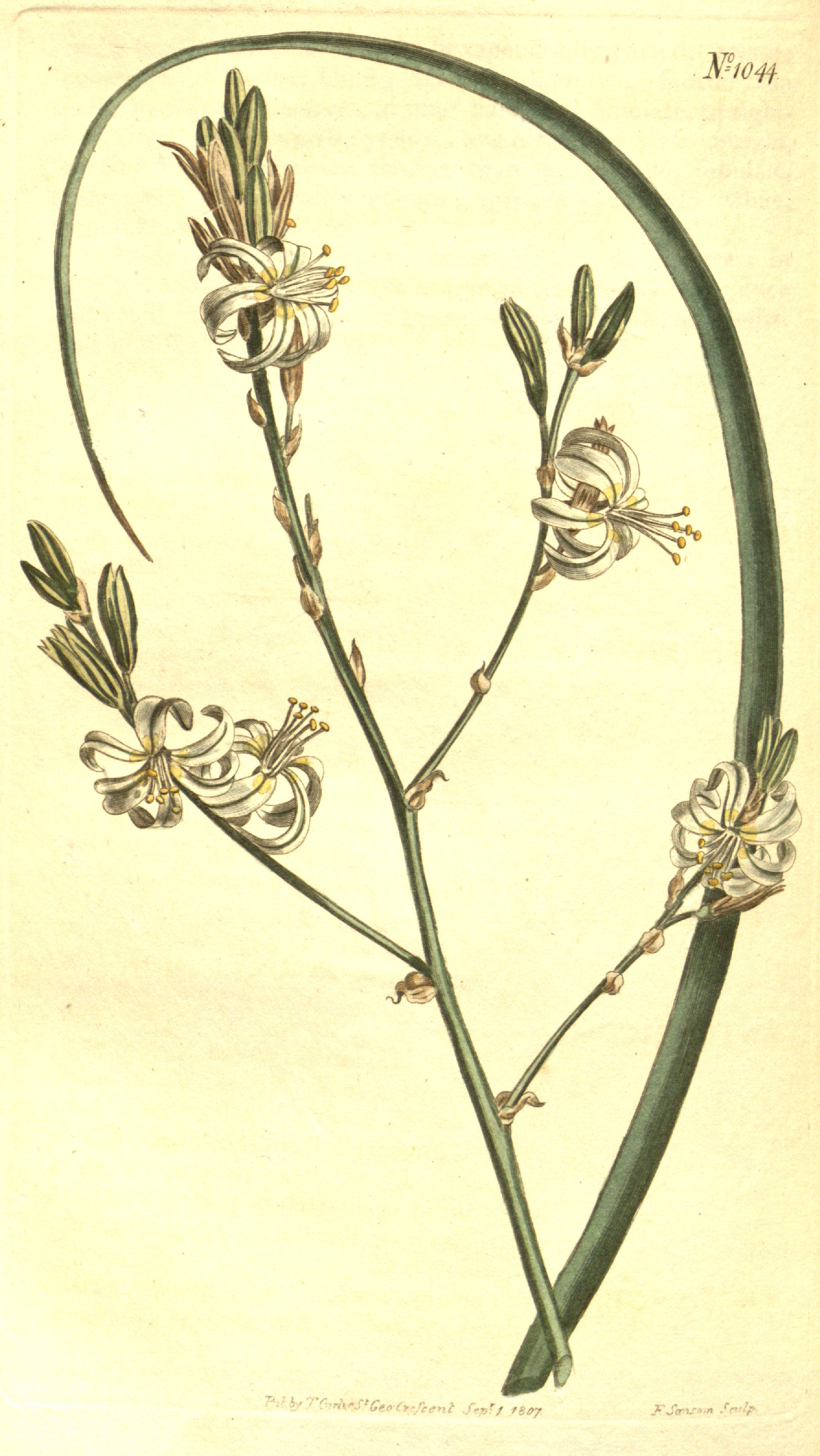

## Dottertaxa tillTrachyandra, i alfabetisk ordning[1]
- Trachyandra acocksii
- Trachyandra adamsonii
- Trachyandra affinis
- Trachyandra arenicola
- Trachyandra aridimontana
- Trachyandra arvensis
- Trachyandra asperata
- Trachyandra brachypoda
- Trachyandra bulbinifolia
- Trachyandra burkei
- Trachyandra capillata
- Trachyandra chlamydophylla
- Trachyandra ciliata
- Trachyandra dissecta
- Trachyandra divaricata
- Trachyandra ensifolia
- Trachyandra erythrorrhiza
- Trachyandra esterhuysenae
- Trachyandra falcata
- Trachyandra filiformis
- Trachyandra flexifolia
- Trachyandra gerrardii
- Trachyandra giffenii
- Trachyandra glandulosa
- Trachyandra gracilenta
- Trachyandra hantamensis
- Trachyandra hirsuta
- Trachyandra hirsutiflora
- Trachyandra hispida
- Trachyandra involucrata
- Trachyandra jacquiniana
- Trachyandra kamiesbergensis
- Trachyandra karrooica
- Trachyandra lanata
- Trachyandra laxa
- Trachyandra malosana
- Trachyandra mandrarensis
- Trachyandra margaretae
- Trachyandra montana
- Trachyandra muricata
- Trachyandra oligotricha
- Trachyandra paniculata
- Trachyandra patens
- Trachyandra peculiaris
- Trachyandra prolifera
- Trachyandra pyrenicarpa
- Trachyandra revoluta
- Trachyandra sabulosa
- Trachyandra saltii
- Trachyandra sanguinorhiza
- Trachyandra scabra
- Trachyandra smalliana
- Trachyandra tabularis
- Trachyandra thyrsoidea
- Trachyandra tortilis
- Trachyandra triquetra
- Trachyandra zebrina